# Terremoto y tsunami del océano Índico de 2004
El terremoto y maremoto del océano Índico de 2004, conocido por la comunidad científica como el terremoto de Sumatra-Andamán, fue un potente terremoto submarino que ocurrió a las 07:58:53, hora local (UTC+7), del domingo, 26 de diciembre de 2004 (21:58, hora costa del Pacífico Oeste, del sábado, 25 de diciembre de 2004), con epicentro en la costa de Banda Aceh (Indonesia). 
El terremoto del océano Índico del 2004 ocasionó una serie de tsunamis devastadores a lo largo de las costas de la mayoría de los países que bordean el océano Índico, matando a una gran cantidad de personas a su paso e inundando a una gran cantidad de comunidades costeras, a través de casi todo el sur y sudeste de Asia, incluyendo partes de Indonesia, Malasia, Sri Lanka, India y Tailandia. Las estimaciones iniciales habían determinado el número de muertes en más de 275 000, sin contar a los millares de personas desaparecidas. El desastre es conocido en Asia y en los medios internacionales como el tsunami asiático, y llamado boxing tsunami en Australia, Canadá, Nueva Zelanda y el Reino Unido, porque ocurrió en el Boxing Day —celebrado el 26 de diciembre en esos países—. El tsunami ocurrió exactamente un año después del terremoto de 2003, que devastó la ciudad iraní meridional de Bam, y exactamente dos años antes del terremoto de Hengchun de 2006.
La magnitud del terremoto fue registrada originalmente como de 9,0 en la  escala de magnitud de momento, pero luego se aumentó a 9,1. Con esta magnitud, es el segundo terremoto más grande registrado desde la existencia del sismógrafo (aproximadamente en 1875), después del terremoto de 1960 en Valdivia (Chile). También fue reportado por tener la segunda duración más larga observada en lo que a fallas geológicas se refiere, durando entre 500 y 600 s (8,3 a 10 min), y fue lo suficientemente grande como para hacer que el planeta vibrara un centímetro aproximadamente. Además, también dio lugar a terremotos en lugares tan alejados como Alaska, al igual que sentirse mínimas vibraciones en varias partes del mundo.
El terremoto se originó en el océano Índico, al norte de la isla de Simeulue, en la costa occidental de Sumatra del norte. El tsunami resultante del terremoto devastó las costas de Indonesia, Sri Lanka, India, Tailandia y de otros países con olas que llegaron a los treinta metros. Causó muertes y daños serios hasta la costa del este de África, y la muerte registrada más lejana debido al tsunami ocurrió en Rooi Els (Sudáfrica), a ocho mil kilómetros del epicentro. En total, ocho personas murieron en Sudáfrica debido a los altos niveles de las olas del mar.
La situación apremiante de miles de personas damnificadas de varios países incitó una respuesta humanitaria extensiva. En total, la comunidad internacional donó más de siete mil millones de dólares estadounidenses en ayuda humanitaria a los afectados por el terremoto.
Este tsumani sirvió de inspiración para películas como Lo Imposible (2012), dirigida por Juan Antonio Bayona, y protagonizada por Ewan McGregor y Naomi Watts, en la que se recuerda la historia de la familia de la doctora de origen español María Belón, que logró sobrevivir al tsumani en las costas de Khao Lak (Tailandia).

## Características del terremoto

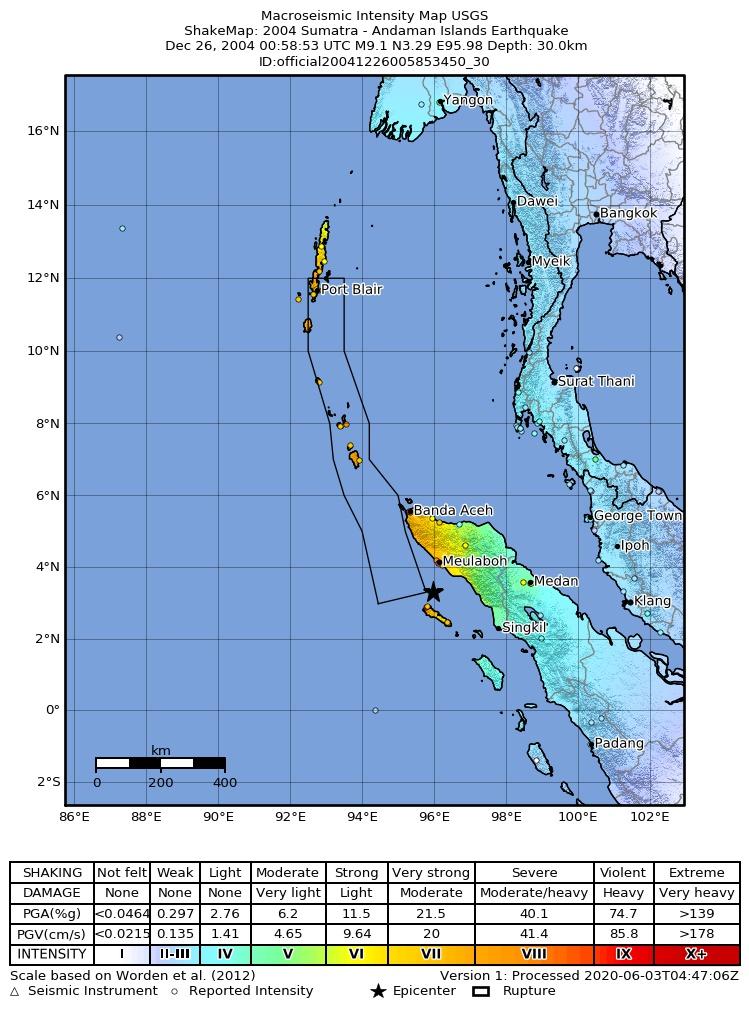
Mapa de vibraciones del Servicio Geológico de Estados Unidos de este terremoto.

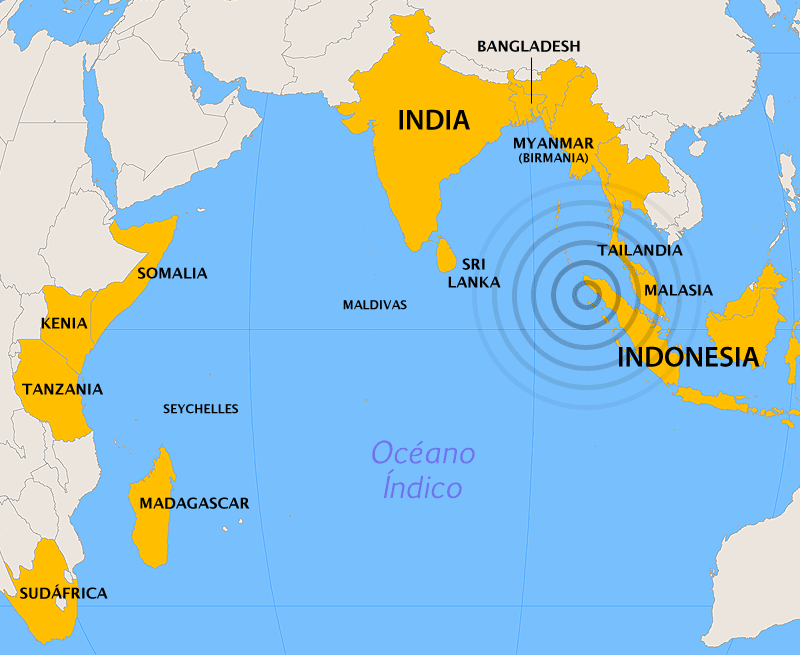
Países afectados por el terremoto y los tsunamis subsecuentes.

El terremoto fue captado inicialmente con una magnitud Mw = 9,0 (esta no es la escala de Richter o escala de magnitud local, ML, que es conocida por saturarse en magnitudes altas). En febrero de 2005, los científicos modificaron la estimación de Mw = 9,0 a una magnitud superior de 9,2.
Aunque el Centro de Alerta de Tsunamis del Pacífico (Pacific Tsunami Warning Center) aceptó esos nuevos datos, el USGS no cambió su estimación de 9,2, al contrario, en 2012 el USGS lo redujo a 9,1; superando al sismo de Japón de 2011.
El epicentro del terremoto principal se originó en las coordenadas 3°18′58″N 95°51′14″E / 3.316, 95.854, aproximadamente a 120 km al oeste de Sumatra, a una profundidad de 30 km por debajo del nivel del mar (inicialmente fue divulgado a 10 km por debajo del nivel del mar, puesto que la forma que el USGS determina los hipocentros es automática y fija en 10 km la profundidad, pero al reunirse más datos se tiende a precisar la información). El terremoto por sí mismo (aparte del tsunami) se pudo sentir en zonas tan apartadas como Bangladés, India, Malasia, Myanmar, Tailandia, Singapur y las Maldivas.
Indonesia está sobre el Cinturón de Fuego del Pacífico a lo largo de las islas nororientales adyacentes que incluyen a Nueva Guinea y la zona de Alpide y por el sur y el oeste a lo largo de Sumatra, de Java, de Bali, de Flores, y de Timor.
Los grandes terremotos tales como el sucedido en Sumatra-Andamán, se asocian invariablemente a los terremotos acontecidos en las zonas con subducción, los mismos tienen momentos sísmicos a través de los cuales puede explicar una fracción significativa del momento periódico global en el cual se va a originar un nuevo terremoto, con una variación que puede llevar varias décadas incluso siglos.

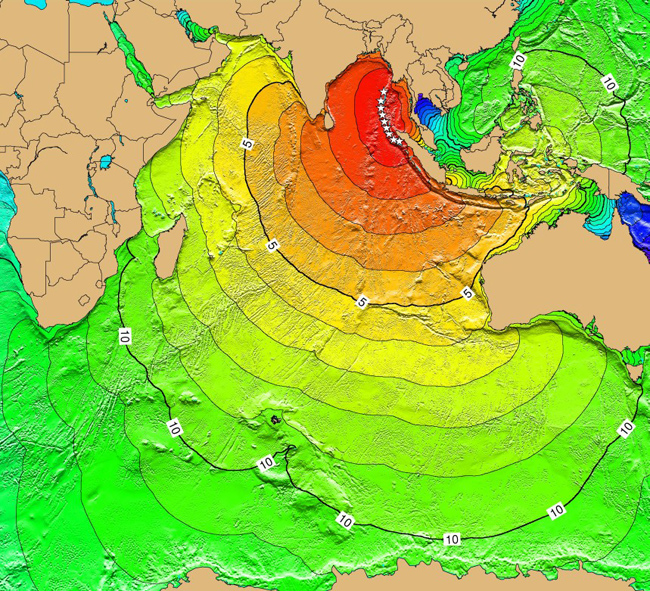
Mapa del tiempo de viaje por horas del tsunami del Océano Índico de 2004.

De todo momento sísmico emitido por los terremotos de los últimos cien años, a partir de 1906 a 2011, uno de más de 8,0 de magnitud se debió al sucedido en Sumatra-Andamán. Este temblor, junto con el terremoto Good Friday (Alaska, 1964) y el terremoto de Valdivia (1960), forman parte de la mitad de los momentos sísmicos en los últimos 105 años. El Mw denota la magnitud de un terremoto en la escala de la magnitud del momento.
Desde 1900, solo dos terremotos se han registrado con una magnitud mayor: el gran terremoto chileno de 1960 (magnitud 9,5) y el terremoto de Viernes Santo (Good Friday) de 1964 (9,2). El único otro terremoto registrado con una magnitud de 9,0 o mayor fue registrado el 11 de marzo de 2011, en Japón (magnitud de 9,1). Cada uno de estos grandes terremotos generó tsunamis en el océano Pacífico, pero ninguno con un número de muertos tan alto como el de Sumatra-Andamán. El que menos muertes causó de estos mega sismos, fue el terremoto de Viernes Santo, sobre todo debido a que la densidad de población era mucho más baja a lo largo de las áreas costeras afectadas y debido también a las grandes distancias que existían respecto de otras costas mucho más pobladas.
Otros grandes terremotos ocurrieron en 1868 (Perú, placa de Nazca y la placa Sudamericana); 1858 (México, placa de Cocos y la placa Norteamericana); 1906 (Colombia-Ecuador, placa de Nazca y placa Sudamericana); 1812 (Venezuela, placa del Caribe y placa Sudamericana); 1787 (México, placa de Cocos y la placa Norteamericana); 1755 (Portugal, placa Euroasiática y la placa Africana) y 1700 (terremoto de Cascadia, oeste de Estados Unidos y Canadá, placa de Juan de Fuca y la placa Norteamericana). Se cree que todos ellos podrían haber sobrepasado la magnitud 9,0 grados Mw, pero en ese entonces no existían medidas exactas para saberlo.

## Danmificados

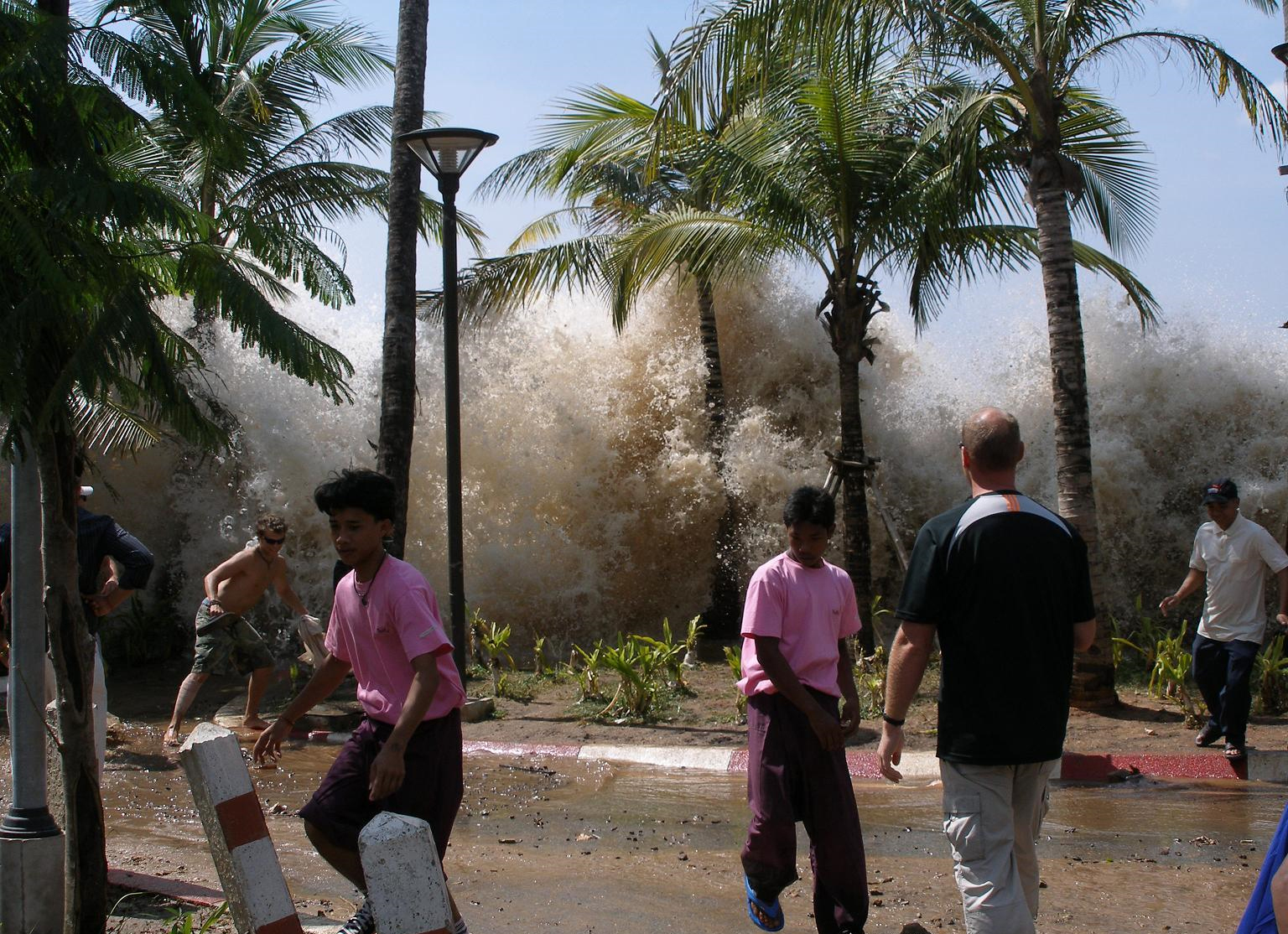
Imagen del tsunami impactando en Ao Nang (Tailandia).

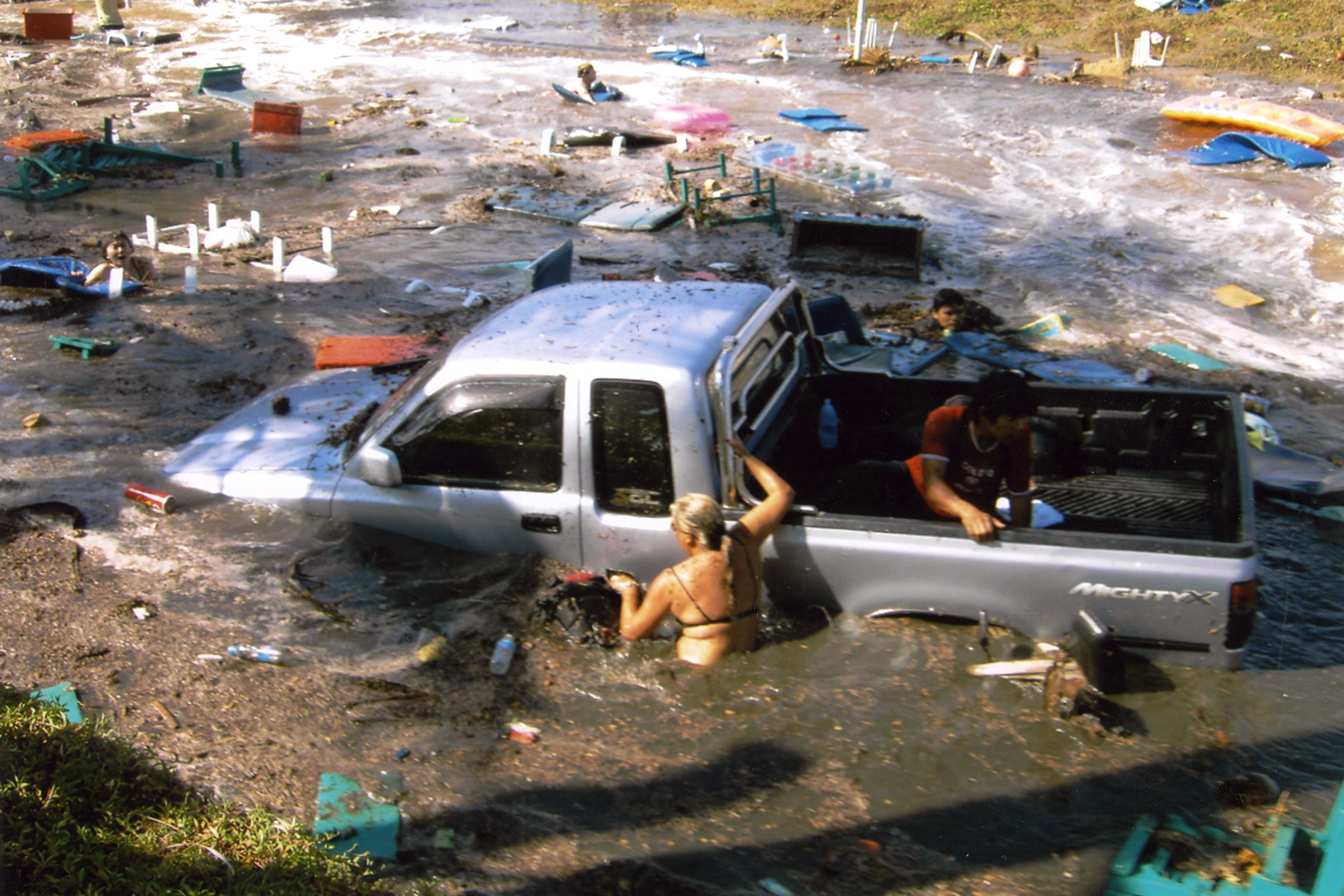
Personas tratando de sobrevivir al tsunami en Khao Lak (Tailandia).

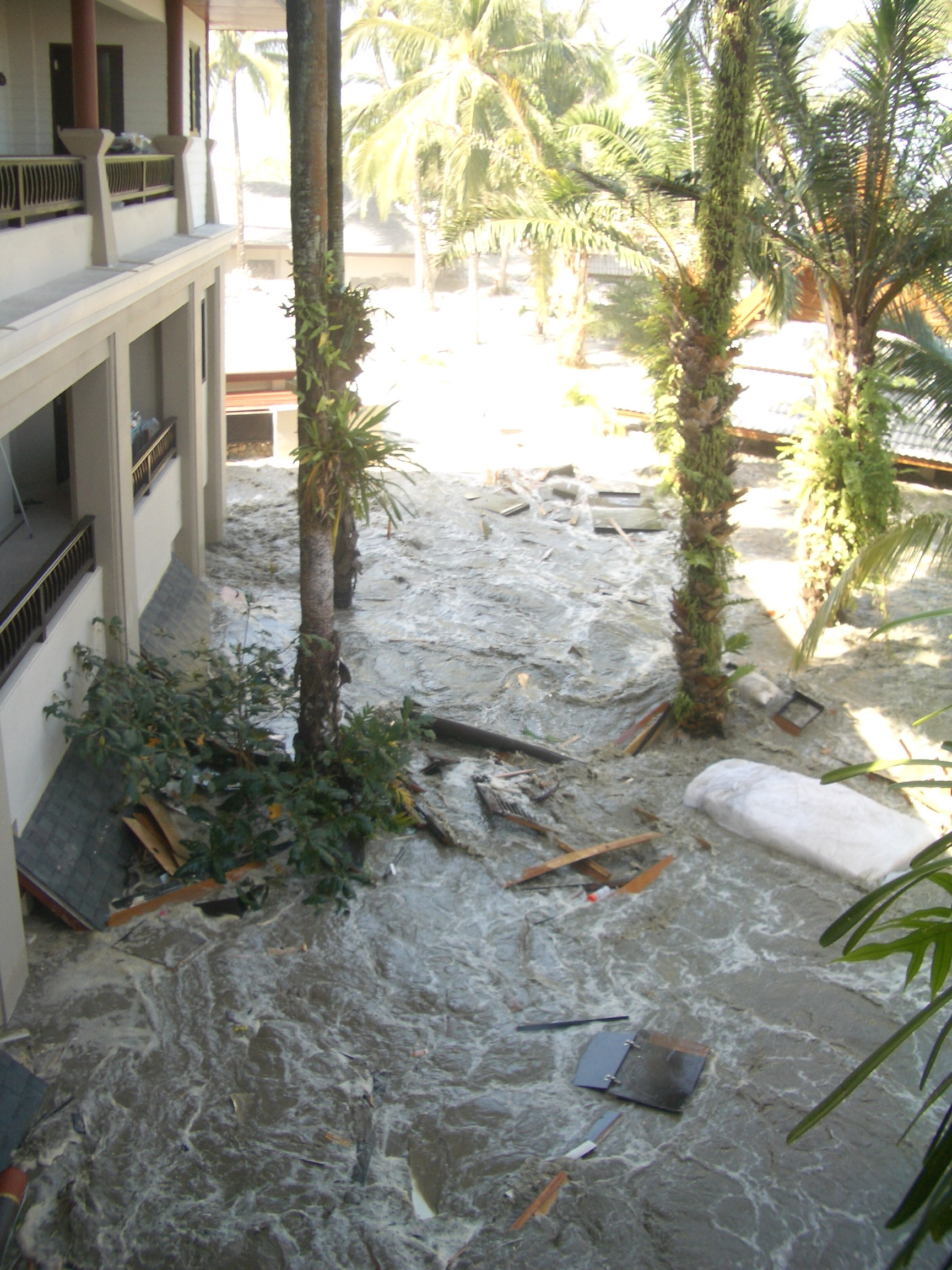
Las olas entrando en un hotel de Khao Lak.

El número definitivo de víctimas debido a los tsunamis e inundaciones subsiguientes fue de 280.000, aunque varios miles de personas siguen desaparecidas, y más de un millón sin hogar.
Tanto gobiernos como organizaciones no gubernamentales temen que el número de víctimas se duplique debido a la posibilidad de epidemias de enfermedades relacionadas con la contaminación del agua, tales como el cólera y la disentería. Organizaciones de ayuda humanitaria han reportado que cerca de un cuarto de las víctimas fatales son niños. Esto es consecuencia de la alta proporción de menores en las poblaciones de las zonas afectadas, y también del hecho de que los niños pudieron oponer menos resistencia para evitar ser arrastrados por las aguas.
La cifra de muertos es particularmente alta por ser la primera vez en más de 100 años que un tsunami en el océano Índico ha afectado las costas, con lo cual los países afectados estaban poco preparados para ello e incluso sus pobladores no supieron reconocer las señales de advenimiento del maremoto. El último tsunami que tuvo lugar en la zona fue debido a la erupción del Krakatoa en 1883. Por lo general, los maremotos ocurren en las costas del "Anillo de Fuego" que dan al Pacífico, donde gobiernos y pobladores están mejor preparados y existen sistemas de alerta.
El estado de emergencia fue declarado en Sri Lanka, Indonesia y las Islas Maldivas. Las Naciones Unidas afirmaron que el costo de la operación de ayuda humanitaria sería el más alto de la historia. Este terremoto también ocasionó el peor accidente de tren en la línea ferroviaria Queen of the Sea en Sri Lanka cuando el tren fue engullido por el tsunami.
Los costes en vidas de los tsunamis y de las inundaciones resultantes son más de 150 000 en los recuentos actuales, además de los miles de desaparecidos y las cerca de un millón de personas que han perdido sus hogares. Las costas del océano Pacífico no han sido afectadas.
Además del gran número de nativos, también se cuentan víctimas entre los turistas que pasaban allí las fiestas de la víspera de Navidad.
| País afectado | Muertos confirmados | Muertos estimados1 | Heridos  | Desaparecidos | Desplazados  |
| ------------- | ------------------- | ------------------ | -------- | ------------- | ------------ |
| Indonesia     | 130,736             | 167,799            | n/a      | 37,063        | 500,000+     |
| Sri Lanka2    | 35,322              | 35,322             | 21,411   | n/a           | 516,150      |
| India         | 12,405              | 18,045             | n/a      | 5,640         | 647,599      |
| Tailandia     | 5,3953              | 8,212              | 8,457    | 2,817         | 7,000        |
| Somalia       | 78                  | 289                | n/a      | n/a           | 5,000        |
| Myanmar       | 61                  | 400–600            | 45       | 200           | 3,200        |
| Maldivas      | 82                  | 108                | n/a      | 26            | 15,000+      |
| Malasia       | 68                  | 75                 | 299      | 6             | 5000+        |
| Tanzania      | 10                  | 13                 | n/a      | n/a           | n/a          |
| Seychelles    | 3                   | 3                  | 57       | n/a           | 200          |
| Bangladés     | 2                   | 2                  | n/a      | n/a           | n/a          |
| Sudáfrica     | 8                   | 8                  | n/a      | n/a           | n/a          |
| Yemen         | 2                   | 2                  | n/a      | n/a           | n/a          |
| Kenia         | 1                   | 1                  | 2        | n/a           | 2            |
| Madagascar    | n/a                 | n/a                | n/a      | n/a           | 1,000+       |
| Total         | ~184 167            | ~230 273           | ~125 000 | ~45 752       | ~1,74 millón |

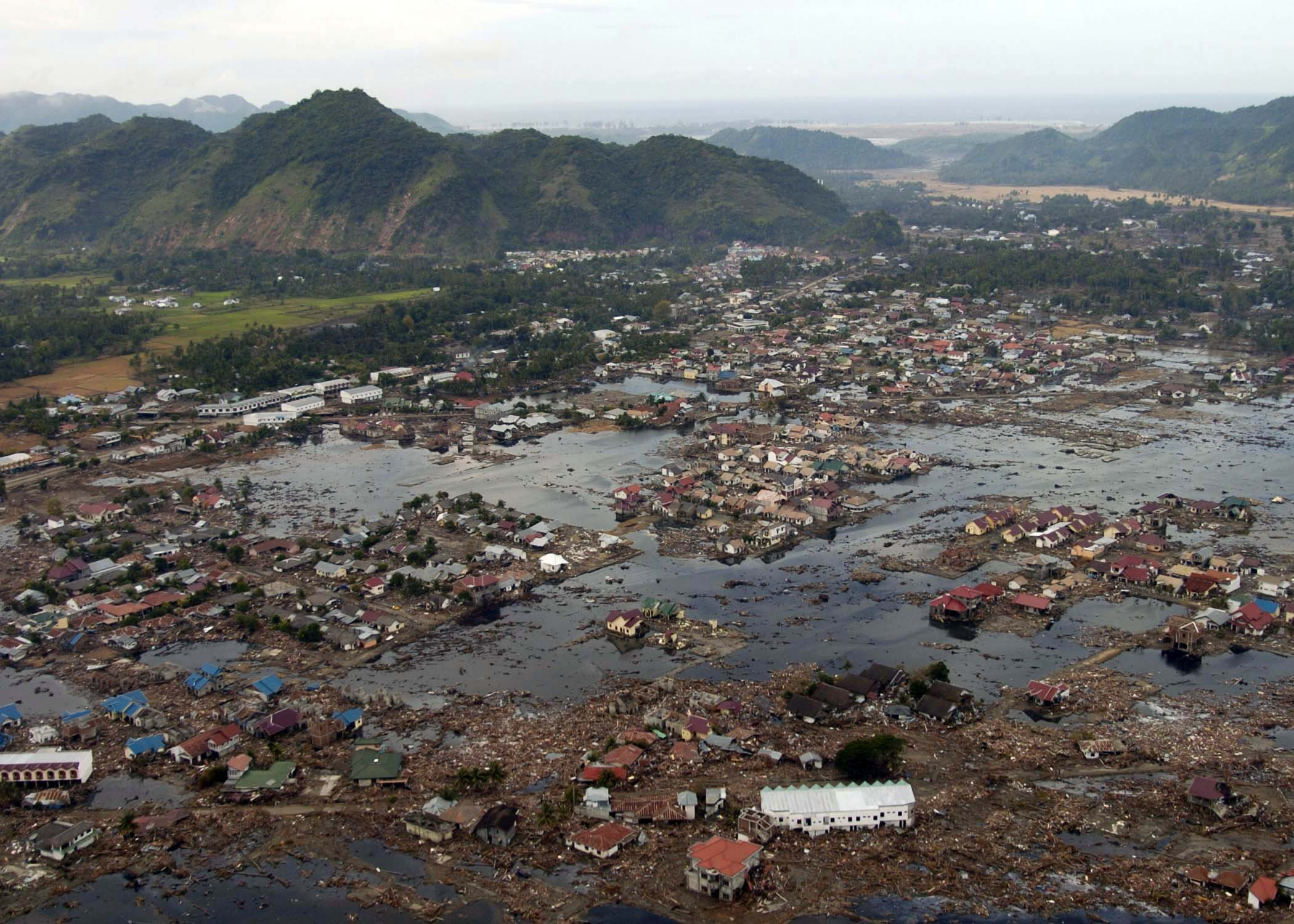
Pueblo en la costa de Sumatra inundado y en ruinas.

1 Incluye los reportados bajo 'Muertos confirmados'. Si no se dispone de estimaciones separadas, el número de esta columna es el mismo que la indicada en la columna 'Muertos confirmados'.

2 No incluye aproximadamente 19 000 personas desaparecidas inicialmente declaradas por las autoridades de los Tigres Tamiles en las regiones bajo su control.

3 Los datos incluyen al menos 2464 extranjeros.

4 No incluye ciudadanos sudafricanos que murieron fuera de Sudáfrica (por ejemplo, turistas en Tailandia).

En Tailandia se ha registrado la mayor proporción de turistas muertos. 2.461 muertos son extranjeros, un 50% del total.[cita requerida]

## Ayuda internacional

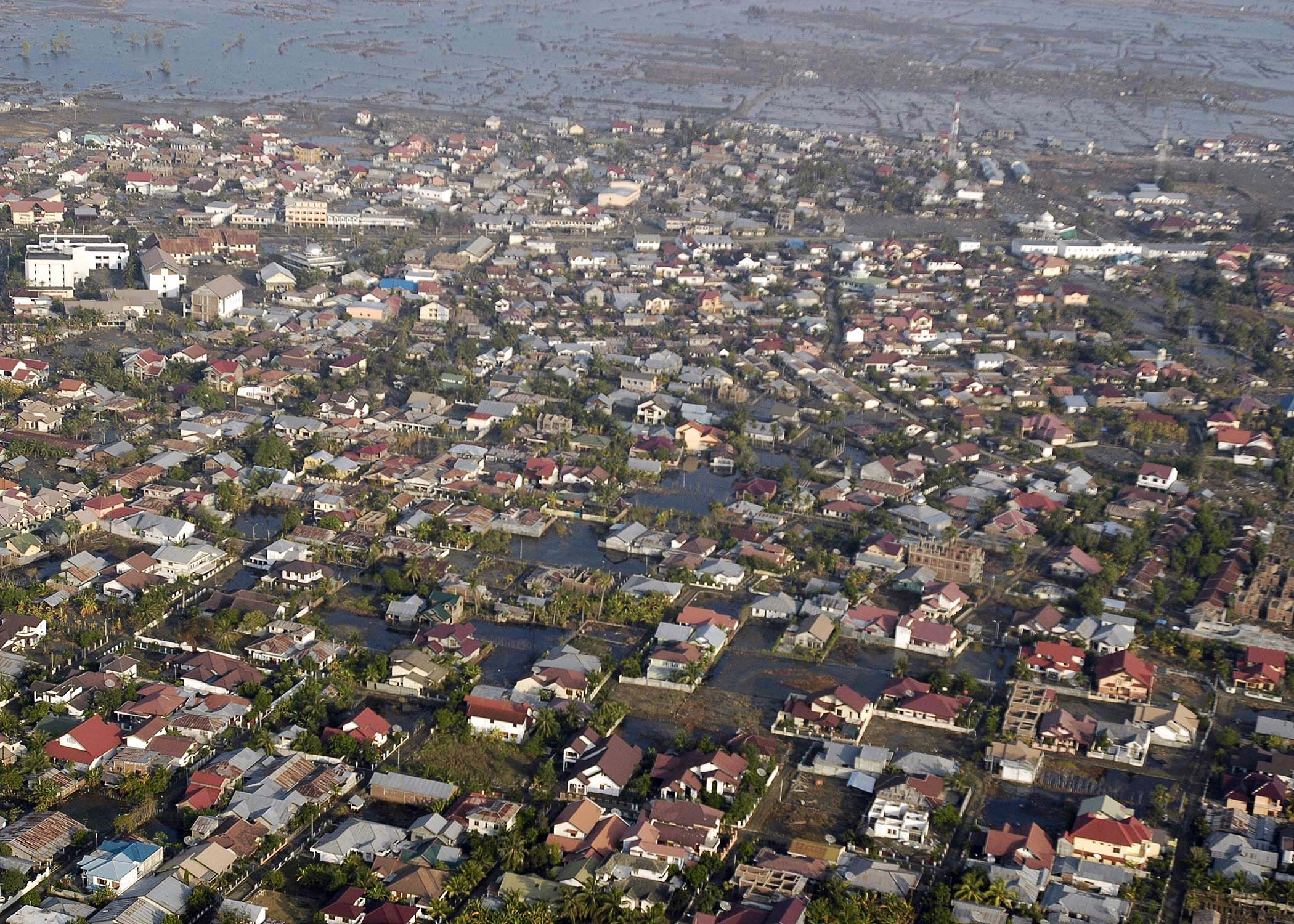
Banda Aceh, en Indonesia, inundada tras el tsunami. El 23% de los habitantes de esta ciudad murieron.

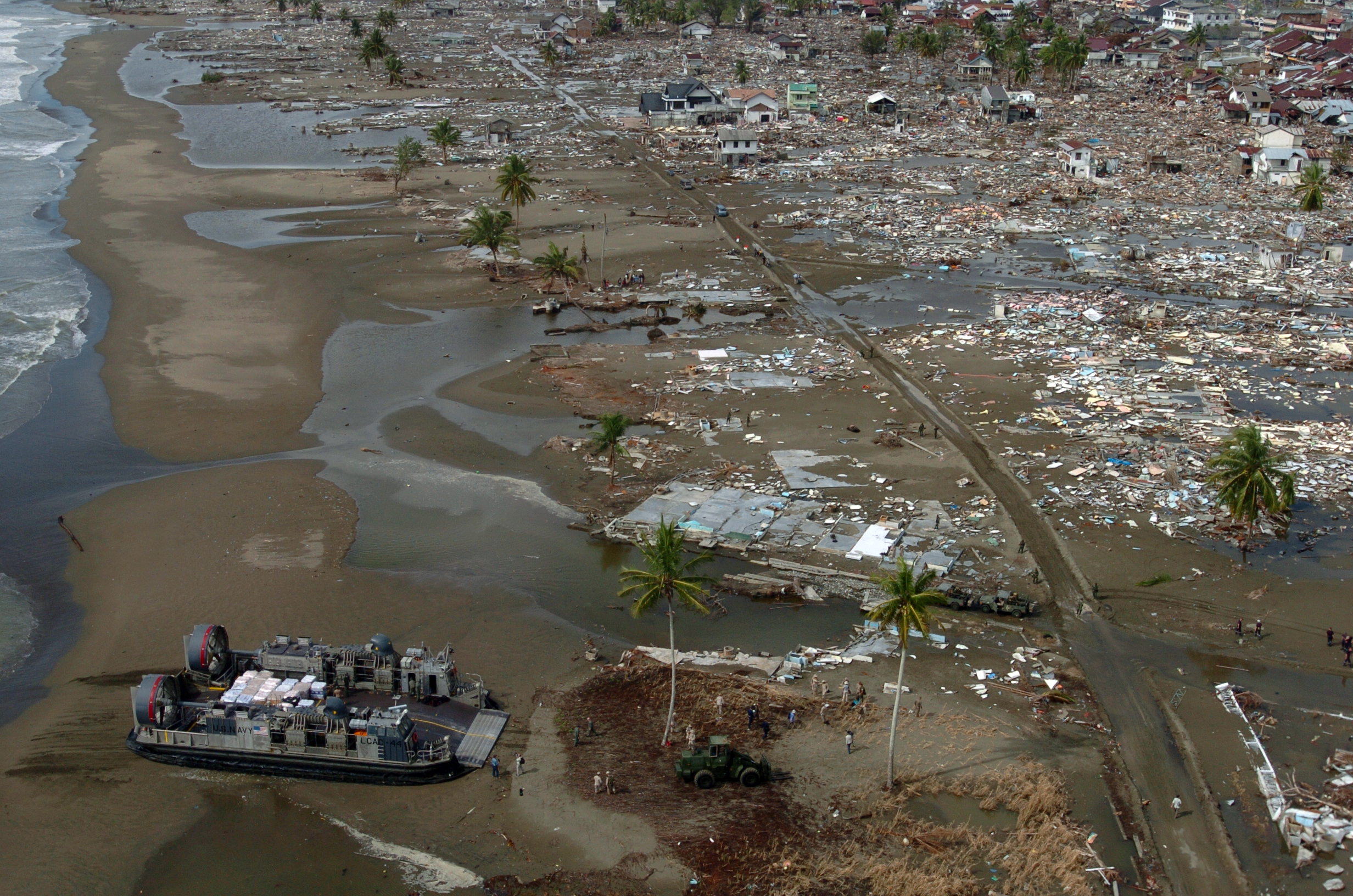
Una lancha del ejército de los EE.UU. entregando víveres a una zona afectada.

Gobiernos y organizaciones humanitarias de todo el mundo se esforzaron en ofrecer ayuda y soporte técnico tras el devastador terremoto y los tsunamis, que afectaron al sur de Asia, fueron 14 mil millones de US$.
En Ginebra, la Federación Internacional de Sociedades de la Cruz Roja y de la Media Luna Roja reunió cerca de US$ 6,5 millones para «ayuda inmediata» para los 500 000 supervivientes.
El gobierno australiano realizó una donación inicial de cerca de US$ 7,7 millones para ayudar en el esfuerzo, que se distribuiría entre las organizaciones de ayuda internacionales. El ministro de exteriores, Alexander Downer, dijo que llevarían la cantidad según se conocieran más detalles de las necesidades, siendo un total de US$ 819,9 millones. La Real Fuerza Aérea Australiana entregó suministros esenciales.

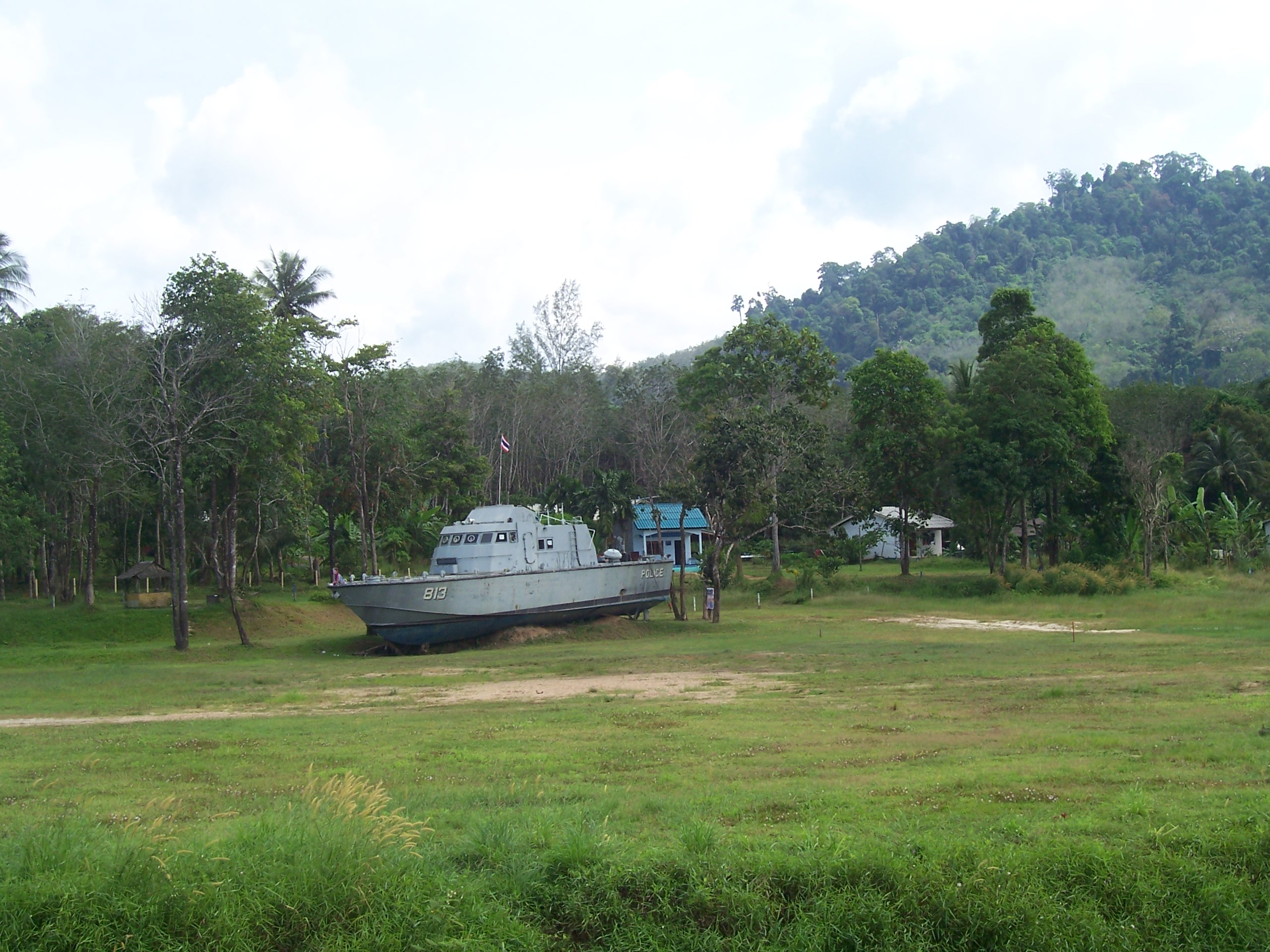
El barco de la Armada tailandesa Buretpadungkit (813) quedó varado casi 2 km tierra adentro. Actualmente sigue allí y es un atracción turística de Khao Lak.

El gobierno alemán dio US$ 660 millones. La Comisión Europea dijo que realizaba una donación de US$ 4 millones para ayudar a las víctimas en sus «necesidades vitales iniciales», y que una cantidad substancialmente mayor se entregaría más adelante.
El mayor donante ha sido Japón, con US$ 600 millones. Por su parte, el gobierno canadiense ha reunido 1 millón de dólares como contribución inmediata a la ayuda, mientras que el gobierno de Suecia reunió recursos a través de las Naciones Unidas y la Cruz Roja. España aprobó con fecha 30 de diciembre ayuda a la zona por valor de € 50 millones.
Michael Schumacher, campeón de Fórmula 1 y deportista mejor pagado del mundo, se convirtió en el mayor donante individual al aportar € 7 millones. William Henry III Gates (Bill Gates) donó US$ 3 millones.
Sumas mucho mayores y más personal serán necesarios debido a la extensión de los daños, la destrucción de infraestructuras vitales, la carencia de comida y agua. Los efectos que esta tragedia ha tenido en la economía turística y pesquera de los países afectados ha sido gigantesca. Especial atención requieren las posibles epidemias que puedan surgir.
Los MTV Asia Awards fueron cambiados de una entrega de reconocimientos a lo más popular y destacado de la música, a un programa de ayuda humanitaria para recaudar fondos y crear conciencia de la crisis; entre los artistas participantes, algunos salieron de gira (tour) con el mismo propósito, entre los que se encontraban Good Charlotte y Simple Plan.

## En la cultura popular
- Lo imposible (en inglés: The Impossible) (2012): película basada en la historia de la familia de María Belón, que sobrevivió el maremoto.[39]